# Pałecznica sklerotowa
Pałecznica sklerotowa (Typhula sclerotioides (Pers.) Fr.) – gatunek grzybów z rodziny pałecznicowatych (Typhulaceae).

## Systematyka i nazewnictwo
Pozycja w klasyfikacji według Index Fungorum: Typhula, Typhulaceae, Agaricales, Agaricomycetidae, Agaricomycetes, Agaricomycotina, Basidiomycota, Fungi.
Po raz pierwszy takson ten opisał Christiaan Hendrik Persoon w 1822 r. nadając mu nazwę Phacorhiza sclerotioides. Obecną, uznaną przez Index Fungorum nazwę nadał mu Elias Fries w 1838 r. przenosząc go do rodzaju Typhula.
Nazwę polską zaproponował Władysław Wojewoda w 2003 r.

## Występowanie i siedlisko
Znane jest występowanie pałecznicy sklerotowej w Europie, Ameryce Północnej i Indiach. W zestawieniu wielkoowocnikowych grzybów podstawkowych Polski Władysław Wojewoda przytoczył 10 stanowisk tego gatunku z uwagą, że jego rozprzestrzenienie i stopień zagrożenia nie są znane. 
Występuje w lasach, na polanach i leśnych drogach, gdzie rozwija się na leżących na ziemi liściach, martwych i próchniejących gałązkach drzew, krzewów i pędach roślin zielnych. W Polsce notowana na pędach miłosnej górskiej, topoli osiki, robinii akacjowej i śnieguliczki białej.